# Llatí
|  | Per a altres significats, vegeu «Llatí (desambiguació)». |

El llatí és una llengua indoeuropea de la branca itàlica, parlada antigament pels romans. A partir de l'evolució de la versió vulgar sorgiren les llengües romàniques que sobreviuen avui dia.
L'Imperi romà era la garantia del manteniment del llatí en la versió clàssica. Amb la caiguda de l'imperi la llengua del carrer, va accelerar l'evolució i passà a l'estadi del llatí vulgar, que va canviar fins a formar les llengües romàniques actuals. D'altra banda, el llatí clàssic es va mantenir com a llengua de cultura a Europa durant molts segles. La majoria de llengües europees, sobretot les romàniques, han manllevat molt de vocabulari directament del llatí clàssic, sobretot per termes d'ús tècnic. Alhora, el llatí també s'utilitza en la classificació taxonòmica dels éssers vius.
Hi ha hagut diversos intents de reintroduir el llatí clàssic en la vida quotidiana, però cap no ha reeixit. El llatí també es va mantenir com a llengua de culte de l'Església catòlica fins al Concili Vaticà Segon. Avui dia no hi ha parlants nadius de llatí, però és l'idioma oficial de l'estat del Vaticà, on s'estudia i s'utilitza; el llatí és, per tant, una llengua morta.

## Elements que integren el llatí
Des que el llatí arribà al poble indoeuropeu de la península Itàlica (itàlics), la seva parla, que era essencialment indoeuropea, va rebre la influència de les parles dels pobles itàlics que els romans van sotmetre (substrat mediterrani), dels pobles amb els quals van conviure sense dominar-los ni dependre'n (adstrat), i amb les parles dels pobles a què temporalment van estar sotmesos (superstrat).
El substrat està format per elements del volsc, el falisc i el venètic.
L'adstrat està integrat per peces provinents de l'osc, l'umbre i el grec.
El superstrat del llatí és un conjunt de trets originaris de la llengua etrusca.
El nucli indoeuropeu és l'element més abundant en llatí, tan pel que fa a la gramàtica com pel que fa al lèxic. El substrat mediterrani proporcionà al llatí el nom d'algunes plantes i animals que van conèixer en arribar-hi. Els adstrats osc, umbre i grec són responsables de l'alfabet (el darrer) i d'allò relacionat amb déus i mites. En darrer lloc, el superstrat etrusc és responsable del lèxic del teatre i de l'endevinament.

## Períodes en la història de la llengua llatina
La història del llatí comença al segle viii aC i arriba, si fa no fa, fins a l'edat mitjana; se'n poden distingir tres períodes:
- Arcaic o etapa de formació. Des que neix fins que la societat romana entra en l'òrbita cultural de Grècia (hel·lenització), entre els segles VIII aC i II aC. Autors destacats d'aquest període són Appi Claudi Cec, Livi Andronic, Naevius, Ennius, Plaute i Terenci.
- Clàssic o Edat d'Or. En una època de profunda crisi econòmica, política i cultural; l'elit cultural crea, a partir de les varietats del llatí col·loquial, un llatí estàndard (administració i escola) i un llatí literari (literatura). Això succeí, aproximadament, als segles I aC i I dC. És l'Edat d'Or de les lletres llatines i els autors més destacats són Ciceró, Juli Cèsar, Titus Livi, Virgili, Horaci, Catul i Ovidi.
- Postclàssic. La llengua parladas'allunya progressivament de la llengua estàndard, que l'escola tracta de conservar, i de la llengua literària. Aquesta distància creixent farà que de les diverses maneres de parlar llatí neixin les llengües romàniques. I la llengua escrita, que també s'allunya, tot i que menys, es transformà en el llatí escolàstic o curial.
- Tardà. Els pares de l'església comencen a preocupar-se per escriure en un llatí més pur i literari, abandonant el llatí vulgar dels primers cristians. A aquest període pertanyen Tertul·lià, Jerònim d'Estridó (sant Jeroni) i sant Agustí.
- Medieval. El llatí com es coneixia ja no es parla; per tant, el llatí literari es refugia dins l'àmbit de l'Església catòlica, la cort i l'escola, convertint-se en el vehicle de comunicació universal dels intel·lectuals medievals. Mentrestant, el llatí vulgar continuava la seva evolució a ritme accelerat. Les llengües romàniques van aparèixer progressivament, i el llatí continua com a llengua franca i culta. No es pot donar una data en què es deixés d'utilitzar com a llengua materna; no hi ha data en la qual es pugui situar la mort del llatí, perquè evoluciona en les llengües romàniques de manera progressiva.
- Renaixentista. Al Renaixement la mirada dels humanistes es torna cap a l'antiguitat clàssica, i l'ús del llatí cobra una nova força. Petrarca, Erasme de Rotterdam, Lluís Vives, Antonio de Nebrija i molts altres escriuen en llatí, i també en la seva pròpia llengua.
- Científic. La llengua llatina sobreviu en escrits científics fins ben entrat el segle xviii. René Descartes, Isaac Newton, Baruch Spinoza i Gottfried Leibniz van escriure algunes de les seves obres en llatí.
- Contemporani. Actualment l'ús del llatí és el més reduït de la història. Tot i així, no ha deixat mai d'estudiar-se i d'utilitzar-se per escriure. En són bons exemples el diari digital Ephemeris, el programa radiofònic Nuntii Latini i els poemes de Geniève Immé. Segueix el model del llatí clàssic aprofitant el lèxic llatí de totes les èpoques.

El llatí va ser i és encara una assignatura rellevant en la majoria dels plans d'estudi occidentals, en què es manté, per raons culturals, per augmentar la consciència lingüística dels alumnes i com exercici de la lògica. En alguns països és una matèria obligatòria en l'educació secundària, com a Itàlia, l'estat espanyol, Dinamarca, Suècia, Hongria, Croàcia, Sèrbia, Bulgària, Veneçuela i Romania. En altres apareix com una optativa, com a Austràlia, Bèlgica, Anglaterra, Canadà, França, Alemanya, Irlanda, Polònia, Estats Units, Portugal i Finlàndia.

## Orígens i expansió

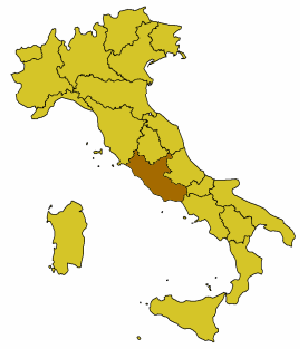
Regió del Laci a Itàlia on va sorgir el llatí

El llatí apareix cap a l'any 1000 aC al centre d'Itàlia, al sud del riu Tíber, amb els Apenins i el mar Tirré a l'oest, en una regió anomenada Latium (corresponent aproximadament a l'actual Laci), d'on prové el nom de la llengua i el dels seus primers habitants, els llatins.
En els primers segles de l'antiga Roma, des de la fundació al segle iv aC, el llatí era una llengua tosca, que amb prou feines podia tenir manifestacions literàries o científiques; tenia una extensió territorial limitada al voltant de la ciutat de Roma i algunes parts d'Itàlia, i una població escassa. Era una llengua bàsicament rural. Així ho demostren les etimologies de molts termes del culte religiós, del dret o de la vida militar. Destaquen els termes stippulare ('estipular'), derivat de stippa ('palla') o emolumentum ('emoluments'), derivat de emolere ('moldre el gra') en el llenguatge del dret.
En aquest sentit, els llatins, ja des de l'època clàssica almenys, parlaven d'un sermo rusticus ('parla del camp'), oposat al sermo urbanus, prenent consciència d'aquesta varietat dialectal del llatí. «En el camp llatí es diu edus ('cabrit') el que a la ciutat haedus amb una a afegida com en moltes paraules».
Després del període de dominació etrusca i la invasió dels gals (390 aC), la ciutat va estendre el seu imperi per la resta d'Itàlia. A la fi del segle iv aC, Roma s'havia imposat als seus veïns de la península Itàlica. Els etruscs van deixar la seva empremta en la llengua i la cultura de Roma, però els grecs, presents en la Magna Grècia, van dotar el llatí d'un ric lèxic.
El llatí de la ciutat de Roma s'imposà a altres variants d'altres llocs del Laci, de les quals, amb prou feines, van quedar alguns retalls del llatí literari. Això va fer del llatí una llengua amb molt poques diferències dialectals, al contrari del que passà amb el grec. Es pot qualificar, doncs, al llatí de llengua unitària.
Després, la conquesta de noves províncies que engrandiren el territori, primer la de les Gàl·lies per part de Juli Cèsar fins a la de la Dàcia (Romania) per part de Trajà, co'porta l'expansió del llatí per un immens territori i la incorporació d'una ingent quantitat de nous parlants.
Paral·lelament a l'expansió territorial de Roma, el llatí es desenvolupà com a llengua literària i com a lingua franca, alhora que el grec, que havia tingut aquests papers amb anterioritat. Des del segle ii aC, amb Plaute i Terenci, fins a l'any 200 amb Apuleu apareix una forma de llatí que no té cap variació substancial en un territori ja molt ampli.

## Influències o estrats del llatí
El llatí era una llengua itàlica en què la majoria d'elements gramaticals i la major part del lèxic provenien de l'evolució natural de dialectes i parles indoeuropees. L'idioma original dels grups llatins que es van instal·lar a la península Itàlica es va veure influït pel contacte amb parlants d'altres grups tant indoeuropeus (oscos, umbres, grecs, celtes) com no indoeuropeus (etruscs, cretencs, picens, il·liris i lígurs, entre altres).
Solen distingir-hi tres tipus d'influència sociolingüística:
- Substrat, degut a parlants que van ser assimilats a la llengua llatina.
- Superstrat, rebut per part dels pobles que temporalment van sotmetre als llatins.
- Adstrat, provocada pel contacte amb altres pobles.

Aquesta distinció, però, pot no resultar del tot operativa; per exemple, l'etrusc va poder ser-hi a la vegada substrat, adstrat i superstrat, segons l'època a la qual es faci referència.

### Substrat

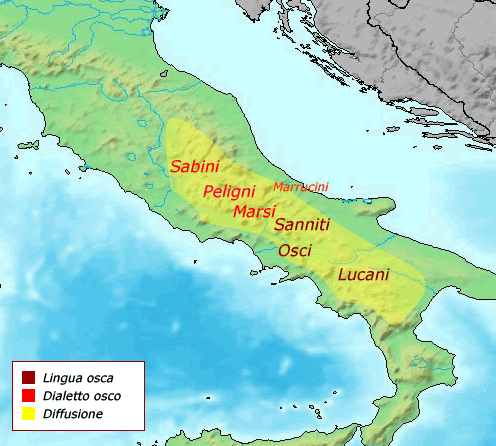
Difusió de la llengua osca

La influència del substrat es refereix a canvis lingüístics causats per algun tipus de formes lingüístiques que hagin estat assimilades; determinades llengües haurien ocupat la regió abans que s'hi difongués el llatí. A vegades es parla, per indicar aquestes llengües, del substrat mediterrani, que proporcionà al llatí el nom d'algunes plantes i animals que haurien de conèixer quan van arribar a la zona; són llengües molt poc conegudes, car queden només unes poques restes escrites, algunes de les quals encara no han pogut ser desxifrades. Tot i així, la llengua etrusca fou clarament un dels substrats del llatí arcaic existent a la primerenca ciutat de Roma i als seus voltants.
Pel que fa a l'osco úmbric, és interessant observar-ne la influència sobre el llatí. Hi estan configurades algunes característiques fonètiques i fonològiques que més tard apareixeran en les llengües romàniques, com són unes determinades palatalitzacions i monoftongacions, car molts parlants de llengües itàliques en romanitzar-se conservaren certs trets fonètics propis; fins i tot, de manera marginal dins de les llengües romàniques.
Fenòmens d'aquesta mena són la influència cèltica a la qual s'atribueix la lenició de les consonants intervocàliques o la [i] francesa, el basc (o alguna llengua semblant), al qual s'atribueix l'aspiració de la /f/ castellana en /h/, o l'influx eslau, culpable de la centralització de les vocals romaneses.
La influència de l'etrusc en la fonologia llatina es reflecteix en el fet de desenvolupar algunes aspirades, com pulcher (bell), i la tendència a tancar -o en -u. Les inscripcions etrusques mostren una tendència a realitzar com aspirades, oclusives sordes que prèviament no són aspirades, i tenien un sistema fonològic de només quatre timbres vocàlics, /a, e, i, u/, amb una /u/ que tenia una qualitat entre [o] i [u], que hauria influït en la tendència del llatí a tancar algunes /*o/ a [u].
A més, els nombres naturals llatins duodeviginti (18) i undeviginti (19) són clarament calcs lingüístics formats a partir de les formes etrusques esl-em zathrum (18) thu-nem zathrum (19), en què zathrum és la forma etrusca per al 20, esl- és 2 i thun- és 1. També és una prova del substrat de l'etrusc en el llatí el sufix -na en paraules com, per exemple, persona.

### Adstrat
És la influència deguda al contacte amb pobles que van conviure amb els llatins sense estar dominats ni dependre d'ells. Aquesta influència es nota més en l'estil i lèxic adquirit que en els canvis fònics de la llengua. Els adstrats osc, úmbric i grec són responsables de l'alfabet i sobre allò relacionat amb la mitologia, ja que els romans van manllevar els déus hel·lènics, encara que amb noms llatins.
Adstrat grec: l'entrada massiva de préstecs i calcs àtics i jònics posà en guàrdia els llatins des de temps molt primerencs, encapçalats per Cató el Vell en el segle iii aC. Però en l'Edat d'Or de la literatura llatina els romans es van rendir davant l'evident superioritat de l'idioma grec. Bé poden resumir aquest sentiment els famosos versos d'Horaci: «Graecia capta ferum victorem cepit et artis / intulit Agresti Lati».
Aquesta entrada massiva d'hel·lenismes no es limità a la literatura, les ciències o les arts. Afectà tots els àmbits de la llengua: lèxic, gramàtica i estil, de manera que es pot trobar l'origen grec en moltes paraules comunes de les llengües romàniques.
Després de l'edat clàssica, el cristianisme fou un dels factors més potents a introduir en la llengua llatina parlada una sèrie d'elements grecs nous; per exemple, παραβολη (paràbola). Es troba aquesta paraula dins la terminologia retòrica, però en surt quan l'usen els cristians i adquireix el sentit de paràbola, és a dir, predicació de la vida de Jesús. A poc a poc va adquirint el sentit més general de 'paraula', que substitueix en tota la Romània l'element que significava 'paraula' (verbum). El verb que deriva de paràbola (parabolare, parolare) substitueix en gran part de la Romània el verb que significava 'parlar' (loquor).

### Superstrat
Aquesta influència és deguda als pobles que temporalment van sotmetre els llatins i que van deixar una marca en la parla; aquí es parla del superstrat etrusc (el responsable del lèxic del teatre i de l'endevinació), gal o celta.
El superstrat germànic: des d'antic els romans tenien contactes amb Germania, i en aquestes relacions podien predominar la influència del llatí. El centre principal de contactes se situava a la vall del Rin, un territori on sobrevivien poblacions cèltiques, la llengua emprada de les quals era el llatí. De fet, hi ha rastres d'administració romana en la toponímia, com, per exemple, Colònia.
Els elements germànics són el superstrat del llatí a la Romània occidental. Després de les invasions, molts elements germànics van passar al llatí. El flux no es va interrompre en la formació de les llengües romàniques. Alguns pobles germànics són els gots, alemanys, borgonyesos, francs, llombards... Les influències d'aquests pobles en les llengües romàniques es donen majoritàriament en el camp de la toponímia i l'antroponímia. A banda d'aquests, el nombre de préstecs és força reduït.
Malgrat totes les influències que es reflecteixen en el lèxic i la fonètica, la majoria d'elements gramaticals i lèxics del llatí es poden rastrejar fins al protoindoeuropeu.

## Literatura llatina
El cos de llibres escrits en llatí reté un llegat durador de cultura de l'antiga Roma. Els romans van produir una gran quantitat de llibres de poesia, comèdia, tragèdia, sàtira, història i retòrica, traçats àrduament a la manera d'altres cultures, particularment a l'estil de la més madura literatura grega. Un temps després que l'Imperi romà d'Occident caigués, la llengua llatina continuava jugant un paper molt important en la cultura europea occidental.
La literatura llatina normalment es divideix en diversos períodes. Pel que fa al primer, hi ha el que s'anomena literatura primitiva, de la qual només resten unes poques obres supervivents, els llibres de Plaute i Terenci s'han conservat dins dels més buscats autors de tots els períodes. Moltes altres obres, incloent-hi la de la majoria dels autors prominents del llatí clàssic, han desaparegut, tot i que algunes n'han estat redescobertes segles després.
El període del llatí clàssic es dona quan la literatura llatina és àmpliament considerada en el seu cim: es divideix en l'Edat d'Or, que cobreix aproximadament el període de l'inici de segle i aC fins a mitjans del segle I; i l'Edat de Plata, que s'estén fins al segle ii. La literatura escrita després de la meitat del segle ii és comunament denigrada i ignorada.
En el Renaixement molts autors clàssics van ser redescoberts i el seu estil fou conscientment imitat. Però, sobretot, s'imità a Ciceró, i el seu estil fou preuat com el perfecte cim llatí. El llatí medieval fou sovint menyspreat; en qualsevol cas, moltes grans obres de literatura llatina es produïren entre l'antiguitat i l'edat mitjana, tot i que no sigui dels antics romans.
La literatura llatina romana abraça dues parts: la literatura indígena i la imitada:
- La literatura llatina romana indígena ha deixat molt pocs vestigis i només ens ofereix fragments veritablement arcaics i intents d'arcaisme deliberat que procedeixen fonamentalment de temps de la República, dels emperadors i principalment dels Antonins.

- La literatura llatina romana imitada ha produït composicions en què la inspiració individual s'ajunta a la imitació més feliç, obres nombroses i seleccionades que ens han arribat senceres. A vegades, s'han confós les obres d'origen italià, produccions més tosques del geni agrícola o religiós dels primitius romans, que ofereixen un caràcter més original, amb les còpies llatines de les obres mestres de Grècia, que ofereixen un encant, una elegància i una suavitat corresponents a una civilització culta i refinada. En aquest darrer aspecte cal remarcar la tendència de dues escoles retòriques d'origen grec que van tenir gran influència a Roma: l'assiana i l'àtica. Des dels temps de Ciceró aquestes dues tendències estilístiques del grec van entrar de ple en el llatí i perduraren durant diversos segles en la literatura llatina.

### Literats
- Literatura primerenca: 
  - Poesia: Enni.

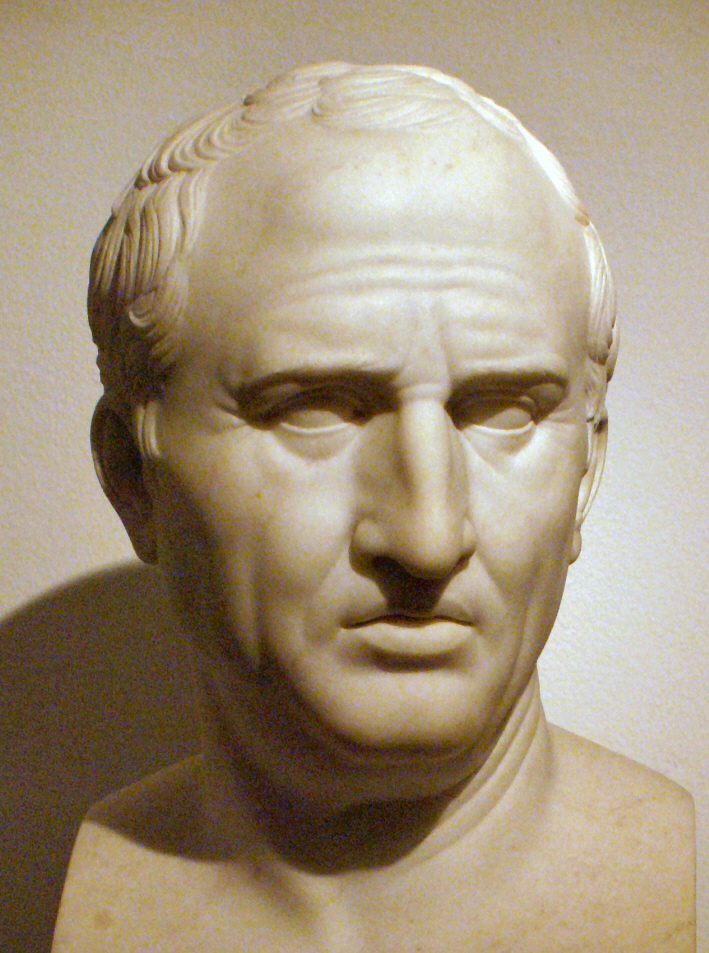
Bust de Marc Tuli Ciceró

  - Tragèdia: Marc Pacuvi, Luci Atti.
  - Comèdia: Cecili, Terenci, Plaute.

- Literatura de l'Edat d'Or: 
  - Poesia: Lucreci, Gai Valeri Catul, Virgili, Horaci, Ovidi, Tibul, Properci.
  - Prosa: Ciceró, Juli Cèsar.
  - Història: Sal·lusti, Livi, Corneli Nepot.

- Literatura de l'Edat de Plata: 
  - Poesia: Publi Papini Estaci, Marc Valeri Marcial, Manili.
  - Prosa: Petroni, Quintilià, Luci Apuleu, Sèneca, Asconi.
  - Teatre: Sèneca.
  - Sàtira: Persi, Juvenal.
  - Història: Tàcit, Suetoni.

## El llatí després de l'època clàssica

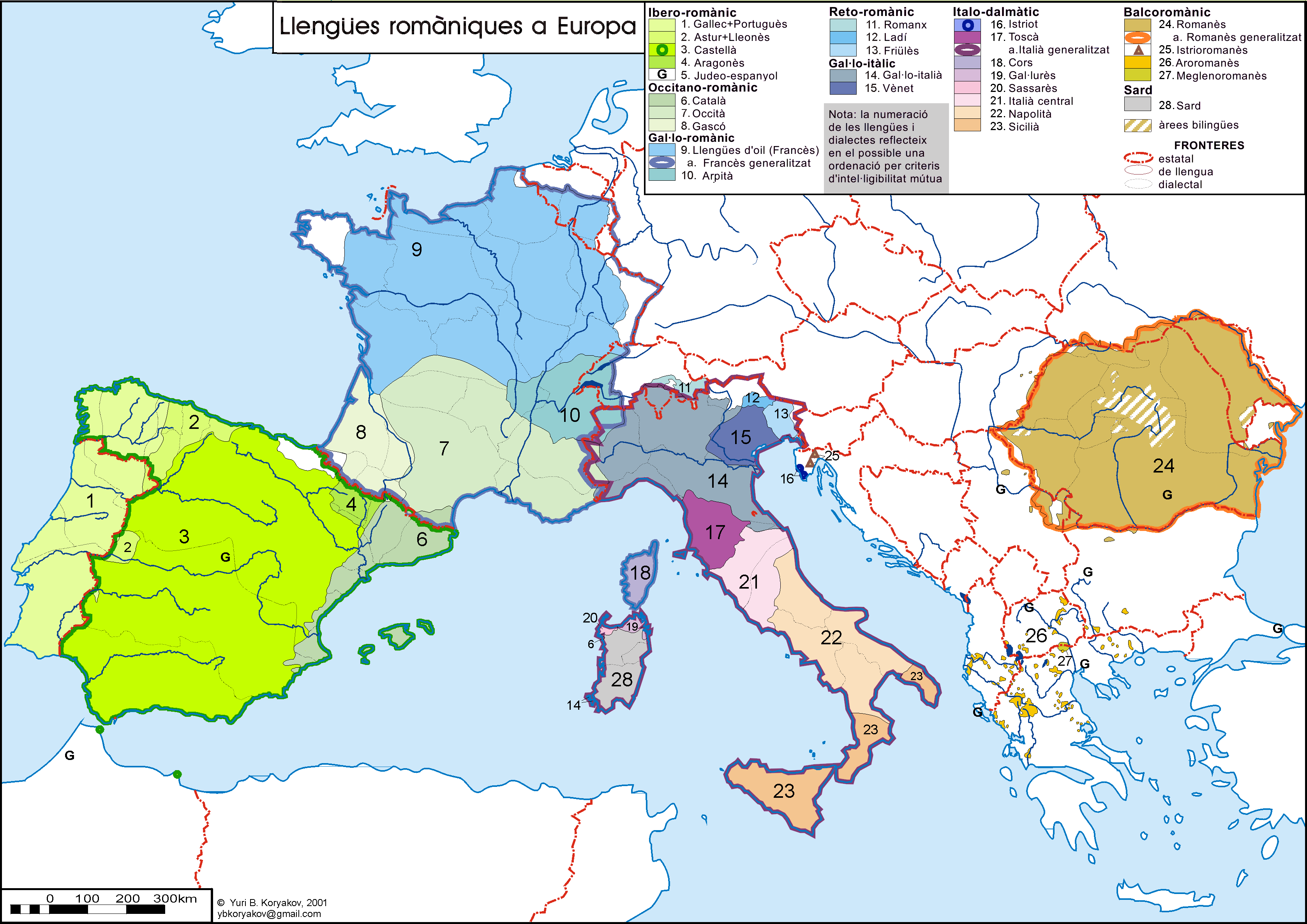
Gamma de les llengües romàniques, els descendents moderns del llatí, a Europa

En caure l'Imperi romà, el llatí encara fou usat durant segles com l'única llengua escrita al món de l'estat romà. Al canceller del rei, en la litúrgia de l'Església catòlica, en els llibres l'única llengua emprada era el llatí. Però sempre un llatí molt acurat, encara que alhora influït per les llengües parlades. Ja al segle vii, el llatí vulgar havia començat a diferenciar-se, donant origen al protoromanç i després a les primeres fases de les actuals llengües romàniques.
Amb el renaixement carolingi, al segle ix, quan Carlemany s'envoltà dels grans pensadors de l'època, com el llombard Paolo Diácono o l'anglès Alcuí de York, donà la idea de reorganitzar la cultura i l'ensenyament en el seu imperi. Aquesta operació de recuperació, restituint-la ara cap a un llatí més correcte, separà definitivament el llatí de la llengua parlada.
Després, amb el sorgiment de les primeres i poques universitats, les ensenyances donades per persones que provenien d'arreu d'Europa eren rigorosament en llatí. Però un cert llatí, el qual no es podia considerar la llengua de Ciceró o Horaci. Els doctes de les universitats van elaborar un llatí particular, escolàstic, adaptat a esprémer els conceptes abstractes i rics en elaborats matisos de la filosofia de l'època. El llatí ja no seria més la llengua de comunicació que havia estat en el món romà; tot i que continuava a ser una llengua viva i vital, de tot menys estàtica.
Al segle xiv, a Itàlia, va sorgir un moviment cultural que afavorí un renovat interès pel llatí antic: el Renaixement i l'humanisme. Començat ja per Petrarca, els seus majors exponents van ser Poggio Bracciolini, Lorenzo Valla, Marsili Ficina i Coluccio Salutati. Aquí la llengua clàssica comença a ser objecte d'estudis profunds que van marcar el naixement, de fet, de la filologia clàssica.
A l'edat moderna, el llatí encara és usat com a llengua de la cultura i de la ciència. En llatí també escrigueren els primers científics moderns, com Nicolau Copèrnic i Isaac Newton, almenys fins al segle xviii, ja que en el segle xix va ser substituït per diverses llengües nacionals com el francès o l'anglès.
Al segle xxi, l'ús del llatí és més reduït. Hi ha un diari digital, un programa radiofònic, literatura i diverses iniciatives culturals: el diari digital Ephemeris, que vol dir 'diari' en llatí, manté els llatinoparlants informats cada dia. Es redacta a Polònia des de 2004.
Nuntii Latini és un programa d'actualitat en llatí que emet cada setmana la cadena YLE Radio de Finlàndia.
La Viquipèdia també s'escriu en llatí; centenars d'usuaris col·laboren desinteressadament per continuar el projecte del coneixement universal en llatí.
Els comunicats oficials de la Unió Europea s'emeten en les vint-i-tres llengües oficials de la Unió, entre les quals encara no es troba el català, i per cortesia del govern finès, també es tradueixen al llatí.
Alguns clàssics de la literatura ja tenen la seva versió llatina: Astèrix, Alícia al País de les Meravelles, Winnie-the-Pooh, El Petit Príncep, Harry Potter i Sherlock Holmes.
Hi ha dues pel·lícules rodades en llatí: Sebastiane de Dereck Jarman (1976) i Patio Christi (2004) de Mel Gibson, rodada en llatí, arameu i hebreu.
La producció literària no cessa. Alguns autors llatins dels segles xx i xxi són aquests: Geneviève Immeé, Aeliana i Sigrides Albert.

## Gramàtica
El conjunt de formes que pot prendre una mateixa paraula segons el seu cas s'anomena paradigma de flexió. Els paradigmes de flexió de substantius i adjectius es denominen en gramàtica llatina declinacions, mentre que els paradigmes de flexió dels verbs s'anomenen conjugacions. En llatí el paradigma de flexió varia d'acord amb el tema al qual s'adscriu la paraula. Els noms i adjectius s'agrupen en cinc declinacions, mentre que els verbs s'agrupen dins de quatre tipus bàsics de conjugacions.

### Substantius
En llatí, el substantiu pren diverses formes d'acord amb el seu paper sintàctic en la frase, conegut com a cas gramatical. Existeixen en llatí clàssic sis formes que pot prendre cada substantiu o adjectiu, o «casos»:
1. Nominatiu: es fa servir quan el substantiu és el subjecte o atribut de la sentència o frase.
2. Vocatiu: identifica la persona a qui s'adreça el parlant; es podria dir que és una crida d'atenció. Fins i tot, pot servir com a salutació.
3. Acusatiu: s'usa quan el substantiu és l'objecte directe de la frase, amb certes preposicions, o bé com a subjecte d'un infinitiu.
4. Genitiu: indica el complement i característiques del nom.
5. Datiu: s'usa per assenyalar l'objecte indirecte, amb certs verbs, i a vegades com a agent i possessor.
6. Ablatiu: cas gramatical que denota separació o moviment des d'un lloc. El llatí, a més, hi incloïa la causa, l'agent, usos com instrumental, locatiu i adverbial.

A més, hi ha restes d'un cas addicional indoeuropeu: el locatiu (indicant localització), vg. Ruri, 'en el camp'. L'adjectiu també té formes flexives, donat que concorda necessàriament amb un substantiu en cas, gènere i nombre.

### Verbs
| Tema infectum | Tema infectum    | Tema perfectum | Tema perfectum          |         |
| ------------- | ---------------- | -------------- | ----------------------- | ------- |
| Present       | present          | mittit         | pretèrit perfet         | misit   |
| Passat        | imperfecte       | mittebat       | pretèrit plusquamperfet | miserat |
| Futur         | futur imperfecte | mittet         | futur perfet            | miserit |

A grans trets, hi ha dos temes dins la conjugació del verb llatí, infectum i perfectum: en l'infectum s'hi troben els temps que no indiquen una finalitat, una terminació, com el present, l'imperfet i el futur; són temps que no assenyalen l'acte acabat, sinó que, sigui que està passant en el present, passava amb repetició en el passat (sense indicar quan va acabar), o bé un acte futur. En aquest tema del verb l'arrel no canvia, al contrari que amb el perfectum, que té la seva pròpia terminació irregular (Capera: pf. CEPI - scribere: pf. Scripsi - ferreteria pf. Tuli - esse pf. Fui - dicere pf. Dixi).
El perfet (del llatí perfectum, de perficere 'acabar', 'completar'), en canvi, indica temps ja ocorreguts, acabats, que són el pretèrit, el plusquamperfet i el futur perfecte.
Ambdós tenen les següents maneres gramaticals (a excepció de l'imperatiu, que no existeix en perfectum): l'indicatiu, que expressa la realitat, certesa, la veritat objectiva; el subjuntiu expressa irrealitat, subordinació, dubte, fets no constatats, a vegades usat com a optatiu; l'imperatiu, que denota mandat, prec, exhortació, i l'infinitiu, una forma impersonal del verb, usada com a subordinat davant altre, o donant una idea en abstracte. Amb sis persones en cada temps (primera, segona i tercera, cadascuna de singular i plural), i dues veus: activa quan el subjecte és l'agent, i la passiva: que és quan el verb té un subjecte que pateix una acció (i no l'executa), i restes d'una veu mitjana, un verb no deponent normalment conté unes 130 desinències.
| Tema en | 1ª persona | 3ª persona | futur | infinitiu |        |
| ------- | ---------- | ---------- | ----- | --------- | ------ |
| 1r      | ā          | amo        | amat  | amabit    | amare  |
| 2n      | ē          | habeo      | habet | habebit   | habere |
| 3r      | consonant  | dico       | dicit | dicet     | dicere |
| 4t      | ī          | audio      | audit | audiet    | audire |
| 5è      | i breu     | facio      | facit | faciet    | facere |

Els verbs en llatí normalment s'identifiquen per cinc temes diferents de conjugacions (els grups de verbs amb formes flexives similars): el tema en a llarga, en e llarga, en consonant, en i llarga i, finalment, en i breu. Bàsicament només hi ha un mode de la conjugació llatina dels verbs, però són influïts per certa vocal que provoca alguns canvis en la desinència. Per exemple, en la terminació de futur: mentre el comú era indicar mitjançant un temps provinent del subjuntiu, en els verbs influïts per E o A el futur sonaria exactament igual que el present, per la qual cosa van haver de canviar-ne la desinència.

### Sintaxi
L'objecte de la sintaxi és organitzar les parts del discurs d'acord amb les normes de la llengua per expressar correctament el missatge. La concordança, que és un sistema de regles dels accidents gramaticals, en llatí afecta gènere, nombre, cas i persona. Aquesta jerarquitza les categories gramaticals, de tal manera que el verb i l'adjectiu adeqüen els seus trets als del nom amb què concerten. Les concordances són adjectiu / substantiu o verb / substantiu. Observeu l'exemple: animus Aequus optimum est aerumnae condimentum (un ànim equitativament bo és el condiment de la misèria).
Mitjançant la construcció se situen els sintagmes en el discurs. En llatí l'ordre de la frase és SOV, és a dir, primer va el subjecte, l'objecte, i al final el verb. Aquesta idea de construcció suposa que les paraules tenen aquest ordre natural; no és tan fàcil d'establir en rigor. Un exemple d'ordre natural seria omnia mutantur, nihil interit (tot canvia, res mor). Per oposició, l'ordre que inclou desviacions de la norma, per raons ètiques o estètiques, se li dona el nom de figurat, invers o oblic, com en «Vim Demostenes habuit», en què Demòstenes ha estat desplaçat del seu primer lloc.

### Preposicions
Les preposicions del llatí poden introduir casos ablatius, acusatius i, en menor mesura, genitius.

## Fonètica ifonologia
| Lletra | Lletra   | Pronúncia | Pronúncia      |
| Lletra | Lletra   | Clàssica  | Vulgar         |
| ------ | -------- | --------- | -------------- |
| ă      | A breu   | [a]       | [a]            |
| ā      | A llarga | [aː]      | [a]            |
| ĕ      | E breu   | [e]       | [ɛ] (>[je])    |
| ē      | E llarga | [eː]      | [e]            |
| ĭ      | I breu   | [i]       | [e]            |
| ī      | I llarga | [iː]      | [i]            |
| ŏ      | O breu   | [o]       | [ɔ] (>[wɔ/we]) |
| ō      | O llarga | [oː]      | [o]            |
| ŭ      | V breu   | [u]       | [o]            |
| ū      | V llarga | [uː]      | [u]            |
| y̆      | Y breu   | [y]       | [e]            |
| ȳ      | Y llarga | [yː]      | [i]            |
| æ      | AE       | [ai]      | [ɛ] (>[je])    |
| œ      | OE       | [oi]      | [e]            |
| au     | AV       | [au]      | [au] > [ɔ]     |

El llatí es pronunciava de manera diferent en els temps antics, en els temps clàssics i en els postclàssics; també era diferent el llatí culte dels diversos dialectes de llatí vulgar. En ser el llatí una llengua morta, no se sap amb exactitud la pronunciació de la grafia llatina: històricament s'han proposat diversos tipus de pronúncia. Les més conegudes són l'eclesiàstica (o italiana), que s'apropa més a la pronunciació del llatí tardà que a la del llatí clàssic, la pronuntiatio restituto (pronunciació reconstruïda), que és l'intent de reconstruir la fonètica original, i l'erasmita. La comparació amb altres llengües indoeuropees també és important per determinar el probable valor fonètic de certes lletres.
No hi ha un acord entre els estudiosos, però sembla que el llatí, al llarg de la seva història, passà per períodes en què l'accent era musical i per altres en què l'accent era d'intensitat. El que sembla clar és que l'accent tònic depèn de la quantitat de síl·labes, segons aquest esquema:
1. En llatí no hi ha paraules agudes, accentuades a l'última síl·laba.
2. Tota paraula de dues síl·labes és plana.
3. Per saber l'accentuació de les paraules de tres o més síl·labes, cal conèixer la penúltima síl·laba. Si és llarga, la paraula és plana, si és breu, la paraula és esdrúixola.
4. Els diftongs llatins són: ae, au, oe.

### Sistema vocàlic i consonàntic
El llatí clàssic tenia cinc vocals /a, e, i, o, u/. Totes podien pronunciar-se breus o llargues amb valor de distinció fonològica. La y (i grega) originàriament no formava part del sistema vocàlic llatí i només apareixia en préstecs cultes grecs. La seva pronunciació en el grec clàssic corresponia, aproximadament, a la u francesa o ü alemanya [y]. En llatí generalment es pronunciava com una i, car per a la població poc educada resultava difícil pronunciar la /y/ grega.
Les consonants f, k, l, m, n, p, r, s es pronunciaven com en català. La b, d, g, eren sempre oclusives sonores. La c es pronunciava com una [k] en totes les posicions. Els dígrafs qu corresponia sempre a [kw]. La lletra v era una variant escrita, i representava la semiconsonant [w], que en llatí parlat es pronunciava com [β]. Aquest so després es va reforçar a [b] inicial en alguns dialectes occidentals i a [v] a la Romània oriental. La x tenia el so [ks], com en èxit. La k i la z originàriament no formaven part de l'alfabet llatí i apareixien només en alguns préstecs grecs. L'última corresponia, al principi, al so [dz] com en la paraula d'origen italià pizza, després acabà tornant-se fricativa a [z].
No se sap amb certesa la pronunciació exacta de la s llatina. Tenint en compte que era l'única sibilant en el sistema consonàntic llatí, molts lingüistes consideren que tenia un so intermedi entre [s] i [ʃ]. Aquest correspondria exactament a la realització apicoalveolar de la /s/ catalana, pròpia de les variants septentrionals peninsulars. Tal és la realització també de la /s/ grega, llengua que també la té com a única sibilant. Segons una teoria acceptada per la comunitat lingüística, la pronunciació apicoalveolar de la /s/ és pròpia d'aquelles llengües que la tenen com a únic so sibilant, ja que no existeix la necessitat de distingir d'un altre fonema que seria la [ʃ]. Potser aquest fet sigui l'origen del rotacisme intervocàlic llatí en paraules com flos > flors (<* floses).

## Diccionaris de llatí
Actualment no hi ha diccionari llatí-català en línia que sigui complet i operatiu. Co, tot i això, tindríem el Vox (Grup Anaya) o el Diccionari de l'Enciclopèdia (Grup Enciclopèdia Catalana).
Pel que fa a diccionaris llatí-castellà, tampoc no n'hi ha cap que estigui complet, tot i que hi ha algunes opcions gratuïtes i d'accés lliure com el Nou Valbuena o el DidacTerion, impulsat pel Ministeri d'Educació del Govern d'Espanya. Cal remarcar que aquest últim conté només uns nou mil termes.
La plataforma Latín Online ha indexat el Diccionari de Miguel i de Morante, publicat en línia. Descriu l'obra com «el diccionari de llatí que avui dia no ha trobat rival en llengua espanyola».
Fora d'això, també hi ha altres diccionaris tant impresos com digitals, entre els quals destaquen el Gaffiot llatí-francès o l'Oxford Latin Dictionary llatí-anglès.

### Noves hipòtesis sobre el llatí
Darrerament hi ha una nova hipòtesi d'investigació que defensa que les llengües romàniques comparteixen una tipologia lingüística que ens remet a una llengua mare comuna de caràcter aglutinant molt més antiga que el llatí. Es va demostrant que la lingüística cognitiva prové d'una base simbòlica que ha sobreviscut en el lèxic dels romanços actuals, per exemple, provinent de l’iber i d'altres llengües antigues de cada territori. Les proves van deduint que aquest procés no passa pel llatí, ja que aquesta era una llengua morta abans que Roma colonitzés la península Ibèrica.